# Calle del Licenciado Peralta
La calle del Licenciado Peralta es una vía pública de la ciudad española de Segovia.

## Descripción
La vía discurre desde la calle de Eulogio Martín Higuera hasta la plaza de Avendaño, lo que hizo que en el pasado se conociese como «calle de Avendaño». Con el título actual, honra a Sebastián de Peralta (f. 1540), jurista y militar natural de la ciudad. Aparece descrita en Las calles de Segovia (1918) de Mariano Sáez y Romero con las siguientes palabras:

Licenciado Peralta.—Se entra por la calle de Martín Higuera y va hasta la plazuela de Avendaño. Antes se denominaba de Avendaño por su inmediación a esta plazuela. Rinde hoy homenaje al batallador letrado e insigne segoviano D. Sebastián de Peralta, recuerdo que ha sido dado a conocer por el benemérito cronista de la Ciudad D. Carlos de Lecea, en su notable trabajo con el título del personaje, publicado en 1890. Nació Peralta en Segovia, a fines del siglo V, de familia noble y adinerada; estudió Derecho en Salamanca y adquirió extensos conocimientos literarios. Cuando las luchas con la opulenta familia de los marqueses de Moya, se vió obligado a ser el caudillo de los del contrario bando flamenco, cuando los partidarios del Rey católico y los de Felipe el Hermoso se disputaban el dominio de la Ciudad que se hallaba dividida en dos parcialidades, la de los marqueses de Moya y la de D. Juan Manuel con el indomable Sebastián de Peralta a la cabeza. El hecho más saliente del licenciado fué su heróica resistencia, con sólo 14 hombres, en la iglesia de San Román, acometida por 400, mandados por Cabrera, los que incendiaron la iglesia para rendir a Peralta, y fué también brava su personal defensa de los que le persiguieron al salir de San Román hasta su refugio en casa de un amigo. Engrandecidos los Moya, los pleitos que tuvo con ellos por el incendio de la iglesia y destrucción de su biblioteca, fueron fallados en favor de los Cabrera; suplicó de la sentencia y ya entonces condenado D. Hernando Cabrera, ejecutado que fué el fallo, se trasladó a Valladolid, de cuya Chancillería había sido nombrado oidor, viniendo a Segovia con frecuencia a descansar de sus tareas judiciales y aquí, en el otoño de 1528, otorgó testamento que por sí sólo bastaría para su notoriedad. En él fundó un mayorazgo y estableció grandes prohibiciones para los que le poseyesen. Murió en febrero de 1540, siendo sepultado en el convento de San Francisco, en la misma capilla donde descansaba su padre.
(Sáez y Romero, 1918, pp. 107-108)